# Thomas Christiansen
Thomas Christiansen Tarín (* 11. März 1973 in Hadsund, Dänemark) ist ein dänisch-spanischer Fußballtrainer und ehemaliger -spieler. 2003 wurde der Mittelstürmer als Spieler des VfL Bochum Torschützenkönig der Bundesliga.

## Karriere

### Spielerkarriere
Christiansen spielte bei Avedøre, Brøndby, Hvidovre, B 93 Kopenhagen, FC Barcelona (1991/92), Sporting Gijón (1992/93), CA Osasuna (1993/94), Racing Santander (1994/95), Real Oviedo (1995/96), FC Villarreal (1997/98), Terrassa FC (1999/2000) und Panionios Athen. Zur Saison 2000/01 wechselte er zu Herfølge. Nach einem halben Jahr wechselte er zum VfL Bochum, mit dem er in der Saison 2000/01 aus der Bundesliga abstieg. Nach dem Wiederaufstieg wurde er 2003 Torschützenkönig, zusammen mit Giovane Élber.
Zur Saison 2003/04 wechselte er zu Hannover 96. Nachdem er zum zweiten Mal wegen eines Ermüdungsbruches im rechten Schienbein operiert worden war, beendete Christiansen seine Karriere nach der Saison 2005/06.
In seiner Karriere bestritt der Stürmer 101 Bundesligaspiele und erzielte dabei 34 Tore. In der zweiten Bundesliga kam er in 30 Spielen auf 17 Treffer.

### In der spanischen Nationalmannschaft
Christiansen spielte ab 1992 für die spanische Juniorennationalmannschaft, mit der er 1994 an der U-21-Europameisterschaft teilnahm, wo er zwei Tore zum Erreichen des dritten Platzes beisteuerte. 1993 bestritt er zwei Länderspielen für die spanische A-Nationalmannschaft und erzielte dabei ein Tor.

### Trainerkarriere
Christiansen's Trainerkarriere startete 2011 als Co-Trainer bei Xamax Neuchatel. Aufgrund des Konkurses und folgenden Lizenzentzugs für den Verein im Januar 2012 verließ er die Schweiz jedoch bald wieder. Anschließend ging er, wieder als Co-Trainer, in die Vereinigten Arabischen Emirate zu al-Jazira. Im Sommer 2014 trat er schließlich seinen ersten Cheftrainerposten in der 1. Liga Zyperns an. Dort trainierte er zunächst zwei Jahre den AEK Larnaka, bevor er 2016 zu APOEL Nikosia wechselte. Mit APOEL gelang ihm 2017 ein viel beachteter Achtelfinaleinzug in der Europa League: Nachdem das Team sich gegen Vereine wie Young Boys Bern, Olympiakos Piräus und Athletic Bilbao durchgesetzt hatte, scheiterte man allerdings am RSC Anderlecht. Im Mai 2017 schließlich gewann Christiansen mit APOEL den ersten (und bis heute einzigen) Meistertitel seiner Karriere.
Am 15. Juni 2017 gab der englische Zweitligist Leeds United die Verpflichtung von Thomas Christiansen bekannt. Sein Vertrag wurde bereits am 4. Februar 2018 wieder aufgelöst, nachdem die Mannschaft ihre letzten sieben Spiele nicht hatte gewinnen können.
Im nächsten Jahr war er ohne Arbeitgeber. Am 1. Juli 2019 unterschrieb er beim belgischen Zweitdivisionär Royale Union Saint-Gilloise einen Vertrag mit einer Laufzeit von zwei Jahren. Dabei hätte der Verein die Option gehabt, den Vertrag um ein weiteres Jahr zu verlängern. Nachdem Royale Union in der ersten Saison den 4. Platz in der Gesamttabelle belegte und mangels Sieg in einer der beiden Tranchen den Aufstieg nicht hatte realisieren können, entschloss sich der Verein, die Zusammenarbeit zu beenden.
Im Juli 2020 wurde Christiansen Nationaltrainer von Panama. Sein ursprünglich bis zum Abschluss der Qualifikation zur Fußball-Weltmeisterschaft 2022 laufender Vertrag wurde im Juni 2022 bis 2026 verlängert. Im Juli 2023 erreichte Christiansen mit der Panamaischen Nationalmannschaft nach einem Sieg nach Elfmeterschießen über die USA überraschend das Finale des CONCACAF Gold Cup 2023, das die Mannschaft knapp gegen Mexiko verlor. In der CONCACAF Nations League 2024/25 gelang es Christiansen's Mannschaft wieder, nach einem Halbfinalsieg über die US-Mannschaft ins Finale gegen Mexiko einzuziehen, wo man erneut knapp unterlag.

## Erfolge und Auszeichnungen

### Als Spieler
Auszeichnungen
- Torschützenkönig der Bundesliga: 2003 (21 Tore)
- Torschütze des Monats: August 2002

### Als Trainer
Titel
- Zypriotischer Meister 2016/17 mit APOEL Nikosia

## Privates
Außer der dänischen besitzt Christiansen auch die spanische Staatsbürgerschaft. Seine Mutter ist Spanierin, was der Grund für seinen zweiten Nachnamen, Tarín, ist. Diesen musste er von seiner Mutter übernehmen, als er den spanischen Pass beantragte.
Christiansen ist mit einer Spanierin verheiratet; sie haben zwei gemeinsame Kinder.